# Buitinga griswoldi
Buitinga griswoldi is een spinnensoort uit de familie trilspinnen (Pholcidae). De soort komt voor in Oeganda. 